# 384

## Nașteri
- Honorius, împărat roman (395-423), (d. 423)

## Decese
- 11 decembrie: Papa Damasus I  (n. 305)
- 13 mai: Sfântul Servatius  (n. ?)